# Landtag Schwarzburg-Rudolstadt (1887–1890)
Dieser Artikel behandelt den Landtag Schwarzburg-Rudolstadt 1887–1890.

## Landtag
Die Landtagswahl fand am 7. September 1887 statt. 
Als Abgeordnete wurden gewählt: 
| Name                                 | Partei | Wohnort       | Kurie             | Wahlkreis                        | Anmerkung                                          |
| ------------------------------------ | ------ | ------------- | ----------------- | -------------------------------- | -------------------------------------------------- |
| Johann Christian Karl Apel           | SAPD   | Frankenhausen | Allgemeine Wahlen | Frankenhausen I                  |                                                    |
| Paul Hugo Adolf Hermann von Bamberg  | freis. | Stadtilm      | Allgemeine Wahlen | Ilm                              |                                                    |
| Johann Carl Wilhelm Julius Bergmann  |        | Blechhammer   | Allgemeine Wahlen | Katzhütte                        | Ab 6. Januar 1890 für Harras                       |
| Johann Friedrich August Friedrich    |        | Mehrstedt     | Allgemeine Wahlen | Schlotheim                       |                                                    |
| Carl August Bruno Harras             | NLP    | Böhlen        | Allgemeine Wahlen | Katzhütte                        | Verstorben am 6. Januar 1889. Nachfolger: Bergmann |
| Ludwig Karl von Holleben             | DRP    | Rudolstadt    | Allgemeine Wahlen | Leutenberg                       |                                                    |
| Karl Gustav Philipp Knoch            | DFrP   | Blankenburg   | Allgemeine Wahlen | Blankenburg                      |                                                    |
| Carl Friedrich August Otto Körbitz   | DRP    | Königsee      | Allgemeine Wahlen | Königsee II                      |                                                    |
| Friedrich Emil Kühn                  | DFrP   | Königsee      | Allgemeine Wahlen | Königsee I                       |                                                    |
| Johann Hermann Liebmann              | DFrP   | Rudolstadt    | Allgemeine Wahlen | Rudolstadt II                    |                                                    |
| Johann Anton Otto Lincke             |        | Blankenburg   | Höchstbesteuerte  | Landratsamtsbezirk Rudolstadt I  |                                                    |
| Friedrich Rudolf Lüttich             | freis. | Esperstedt    | Höchstbesteuerte  | Landratsamtsbezirk Frankenhausen |                                                    |
| Ernst Emil Eduard Meisel             | NLP    | Geiersthal    | Allgemeine Wahlen | Oberweißbach                     |                                                    |
| Theodor Hildebert Munsche            |        | Oberköditz    | Höchstbesteuerte  | Landratsamtsbezirk Königsee      |                                                    |
| Friedrich Wilhelm Richter            | NLP    | Rudolstadt    | Allgemeine Wahlen | Rudolstadt I                     | Ab 6. Januar 1890 für Scherf                       |
| Freund Gottfried Gottlob Carl Scherf | DFrP   | Rudolstadt    | Allgemeine Wahlen | Rudolstadt I                     | Verstorben am 13. Januar 1889. Nachfolger: Richter |
| Johann Ludwig Friedrich Schmidt      |        | Hengelbach    | Höchstbesteuerte  | Landratsamtsbezirk Rudolstadt II |                                                    |
| Wilhelm Carl Weinreich               |        | Ringleben     | Allgemeine Wahlen | Frankenhausen II                 |                                                    |

Der Landtag wählte unter Alterspräsident Ludwig Schmidt seinen Vorstand. Landtags-Director (Parlamentspräsident) wurde Eduard Meisel. Als Stellvertreter wurde Fritz Lüttich gewählt.
Der Landtag kam zwischen dem 18. November 1887 und dem 11. Januar 1890 zu 18 öffentlichen Plenarsitzungen in einer ordentlichen und drei  außerordentlichen Sitzungsperioden zusammen.